# Giò (1980)
Giò è un album della cantante Giovanna pubblicato dall'etichetta Ri-Fi nel 1980.

## Tracce
1. Vi amo tutti e due (Paolo Limiti, Alberto Anelli)
2. Tu non mi manchi (P. Limiti, Umberto Balsamo)
3. Pina Colada (P. Limiti, Rupert Holmes)
4. Il mio ex (P. Limiti, Erasmo Carlos, Roberto Carlos Braga)
5. Tanta allegria (P. Limiti, Carmelo Messina)
6. Ci vuole di più (Baby, you got what it takes) (P. Limiti, Clyde Otis)
7. Ahi, mi amor (Romance de Curro) (P. Limiti, Joan Manuel Serrat)
8. Al telefono (P. Limiti, Michele Francesio, R. Schiavone)
9. Un baffo diabolico (P. Limiti, Corrado Castellari)
10. Domani (Tomorrow) (P. Limiti, Charles Strouse)